# Solariella actinophora
Solariella actinophora är en snäckart som beskrevs av Dall 1890. Solariella actinophora ingår i släktet Solariella och familjen pärlemorsnäckor. Inga underarter finns listade i Catalogue of Life.